# Мишель, Клод-Этьен
Клод-Этьен Мишель (фр. Claude-Étienne Michel; 1772—1815) — французский военный деятель, дивизионный генерал (1813 год), граф (1814 год), участник революционных и наполеоновских войн. Имя генерала выбито на Триумфальной арке в Париже.

## Биография
Родился в семье главного хирурга Жана Батиста Мишеля (фр. Jean Baptiste Michel) и его супруги Жанны Франсуазы Шеже (фр. Jeanne Françoise Chaiget).
1 октября 1791 года вступил на военную службу в 3-й батальон волонтёров департамента Юра, и уже 4 марта 1792 года произведён в лейтенанты. 5 марта 1793 года при определении границы со Швейцарией был захвачен пруссаками в плен в Ремдеркерме. 21 июня 1795 года был освобождён в результате обмена. После чего совершил кампанию на Самбре и Маасе в авангарде армии, затем был на Корсике, участвовал в экспедиции в Ирландию и сражался в Голландии. 1 октября 1795 года стал командиром батальона 24-й полубригады линейной пехоты. 1 октября 1797 года отбил в ходе штыкового боя у англо-русских войск деревню Шорлдам на севере Голландии, удерживал её в течение дня, несмотря на усилия неприятеля, и был ранен в конце действия. Захваченный англичанами 27 сентября 1797 года, он был снова был обменян 5 декабря 1798 года. 2 октября 1799 года в битве при Эгмонд-оп-Зее получил перелом руки в результате попадания пули. В битве при Нюрнберге 18 декабря 1800 года он во главе своего батальона численностью 400 человек атаковал колонну из 4000 австрийцев, опрокинул её и взял большое количество пленных, но во время боя ранен пулей в левую руку. 
23 декабря 1803 года произведён в майоры, и был назначен заместителем командира 40-го полка линейной пехоты. В кампании 1805 года в Австрии Мишель, за отличие в сражении под Аустерлицем, был произведён в полковники и возглавил 40-й полк. В марте 1806 года женился на Маргарите Маре (фр. Marguerite Maret; 1784–1875), дочери графа Маре и племяннице Юга-Бернара Маре, герцога Бассано.
1 мая 1806 года стал майором гвардии и возглавил новосформированный 2-й полк пеших гренадер Императорской гвардии. В кампании 1806—1807 годов в Восточной Пруссии и Польше отличился в боях при Йене, Прейсиш-Эйлау и Фридланде. 20 января 1808 года получил под своё начало 1-й полк пеших гренадер. Осенью того же года Мишель с полком был переведён в Испанию и блестяще проявил себя в битве при Бургосе 10 ноября 1808 года, за что получил крест офицера ордена Почётного легиона и титул барона.
В 1809 году Мишель вновь участвовал в боях в Австрии, находился в сражениях при Экмюле, Эсслинге и Ваграме.
24 июня 1811 года Мишель был произведён в бригадные генералы и принял участие в походе Великой армии в Россию. В Бородинском бою он командовал 2-й бригадой 3-й пехотной дивизии Старой гвардии.
В кампании 1813 года он вновь отличился и был награждён командорским крестом ордена Почётного легиона. 20 ноября 1813 года был произведён в дивизионные генералы. В 1814 году он защищал Францию от вторжения союзников по Шестой коалиции. 3 февраля изгнал авангард князя Лихтенштейна из Мезон-Бланш. На следующий день при поддержке драгун генерала Бриша он застал союзников врасплох у Сен-Тибо и, несмотря на превосходящие силы в их распоряжении, оттеснил их к Сен-Пар-ле-Вод. 11 в сражении при Монмирале, с раздробленной пулей рукой, он остался во главе своей дивизии и внёс весомый вклад в успех того дня. Он всё ещё был прикован к постели из-за этой травмы, когда союзные армии подошли к Парижу. Генерал, с рукой на перевязи, пришёл на звуки боя и 30 марта вновь стал во главе своих солдат перед стенами столицы, чтобы принять участие в битве за Париж. Ответственный за захват деревни Пантен, защищаемой дивизией армии генерала Витгенштейна, он получает удар штыком, однако его усилия помогли остановить марш врага. 
После первой реставрации Бурбонов был поставлен во главе пеших егерей Королевской гвардии. При возвращении Наполеона с острова Эльба Мишель принял его сторону и получил титул графа. В течение всей кампании Ста дней находился в строю, командуя гвардейской пехотной дивизией в составе Северной армии. В сражении при Ватерлоо Мишель бросается на вражеские массы и гонит их штыком за плато Э-Сент. Этот успех, повлекший большие потери в рядах его дивизии, стал для генерала Мишеля роковым. Его тело так и не было найдено, и он был похоронен со своими товарищами по оружию в большой гробнице Мон-Сен-Жан.
Впоследствии имя Мишеля было выбито на Триумфальной арке в Париже.

## Воинские звания
- Старший сержант (15 октября 1791 года);
- Младший лейтенант (12 января 1792 года);
- Лейтенант (22 августа 1792 года);
- Капитан (6 октября 1792 года);
- Командир батальона (1 октября 1795 года);
- Майор (23 декабря 1803 года);
- Полковник (27 декабря 1805 года);
- Майор гвардии (1 мая 1806 года);
- Бригадный генерал (24 июня 1811 года);
- Дивизионный генерал (20 ноября 1813 года).

## Титулы
- Барон Мишель и Империи (фр. baron Michel et de l'Empire; декрет от 19 марта 1808 года, патент подтверждён 16 ноября 1808 года);
- Граф Мишель и Империи (фр. comte Michel et de l'Empire; 23 марта 1814 года)[1].

## Награды
Легионер ордена Почётного легиона (25 марта 1804 года)
 Офицер ордена Почётного легиона (16 ноября 1808 года)
 Коммандан ордена Почётного легиона (6 апреля 1813 года)
 Кавалер ордена Железной короны (16 августа 1813 год)
 Кавалер военного ордена Святого Людовика (20 августа 1814 года)